# Monrovia-Hechtling
Der Monrovia-Hechtling (Epiplatys monroviae) ist ein westafrikanischer Vertreter der Killifische. Er wird als Aquarienfisch gehalten, wobei er auf Grund seiner ausgeprägteren Farbigkeit in der Aquaristik bekannter und häufiger vertreten ist als der nah verwandte Querbandhechtling (Epiplatys dageti).

## Vorkommen
Die Art kommt im westafrikanischen Liberia und dort vor allem in der Umgebung der Stadt Monrovia vor. Besiedelt werden hauptsächlich sumpfartige Biotope mit sandigem oder schlammigem Grund und starkem Pflanzenwuchs.

## Erscheinung
Die Fische besitzen die Epiplatys-typische Hechtform und ähneln dem Querbandhechtling stark. Die männlichen Tieren erreichen in Gefangenschaft eine Gesamtlänge von bis zu sechs Zentimeter, Weibchen bleiben etwas kleiner. Die Grundfärbung ist ein helles Rotbraun, wobei die Männchen kontrastreicher gefärbt sind und im Bereich der Flossen auch gelbe Farbanteile aufweisen können. Ein wichtiges Unterscheidungsmerkmal zum Querbandhechtling sind die leuchtend rote Kehle, der rote Farbanteil in den Flossen sowie fünf anstatt dunkle Querbinden.
Die Afterflosse der männlichen Tiere ist nach hinten spitz ausgezogen, bei den weiblichen Tieren rund. Die Schwanzflosse ist spatelförmig.

## Lebensweise
Der Monrovia-Hechtling ist wie alle Vertreter der Gattung Epiplatys ein oberflächennah lebender Lauerjäger, der sich vor allem von Insekten, kleineren Wirbellosen und Fischlarven ernährt. Die in der Deckung von Wasserpflanzen stehenden Fische erbeuten ihre Nahrung durch plötzliches Vorstoßen und gelegentlich auch im Sprung. In Gefangenschaft fallen die Tiere oft auch als Laichräuber auf.

## Fortpflanzung
Die Fische laichen paarweise. Dabei werden im Verlauf mehrerer Tage bis zu 200 Eier einzeln an Wurzelfasern oder Blätter von Wasserpflanzen angeheftet. Eine Brutpflege findet nicht statt, die Jungfische schlüpfen nach acht bis zehn Tagen.